# Katherine Hull
Katherine Hull, née le 26 février 1982 à Brisbane, est une golfeuse australienne. Professionnelle depuis 2003 et rejoignant le circuit de la LPGA en 2004, elle a remporté huit victoires professionnelles. En tournoi majeur, sa meilleure performance est une seconde place à l'Open britannique en 2010

## Palmarès

### Victoires professionnelles (8)
| Année    | Tournoi                                | Tournoi                                          | Tournoi |
| 2003 (2) | FUTURES Charity Golf Classic (Futures) | Lima Memorial Hospital FUTURES Classic (Futures) |         |
| 2005 (1) | ALPG Players' Championship (ALPG)      |                                                  |         |
| 2006 (2) | Sapphire Coast Classic (ALPG)          | Eden Country Club Pro-Am (ALPG)                  |         |
| 2008 (1) | Open du Canada (LPGA)                  |                                                  |         |
| 2009 (1) | ANZ Ladies Masters (ALPG)              |                                                  |         |
| 2010 (2) | Navistar LPGA Classic (LPGA)           | Russell Vale Challenge Cup (ALPGT)               |         |